# Geir Ivarsøy
Geir Ivarsøy (nascido em 27 de junho de 1957 - falecido em 09 de março 2006), foi um dos empresários da Opera Software, e o principal desenvolvedor do navegador Opera. Ele e Jon Stephenson von Tetzchner fizeram parte da Televerkets forskningsinstitutt em Kjeller, onde eles desenvolveram um navegador chamado de Multi Torg Opera. O projeto foi lançado pela Telenor, e em 1995, Ivarsøy e von Tetzchner exigiram direitos sobre o software e fundaram a sua própria empresa para desenvolvê-lo. Foi renomeado Navegador Opera, e em 2014 foi o sexto browser mais utilizado no mundo.
Geir Ivarsøy morreu em março de 2006, após uma longa luta contra o câncer. As versões 9, 10, 11, 12, 15, 16, 17, 18, 19, 20, 21, 22, 23, 24 e 25 (a última versão de outubro de 2014) do Opera é dedicado à memória de Geir Ivarsøy. 